# Bill Felstiner
William L. F. Felstiner, dit Bill Felstiner né le 14 décembre 1929 à New York, est un chercheur en sciences humaines internationalement reconnu dans le champ du droit et de la justice et un militant humanitaire. Avec son épouse, Gray, ils ont deux fils.

## Biographie

### Formation et début de carrière
Bill Felstiner a passé son LLB à l’université Yale en 1958. Avant d’entrer à la Faculté de droit, il a passé trois ans dans l’US Navy comme operations officer sur l’USS Sturtevant. Après avoir passé son diplôme de droit, il est devenu avocat, comme associé, puis comme partenaire dans une étude de New Haven, Tyler, Cooper and Alcorn (1958-1965). Il a ensuite été recruté comme conseiller juridique régional par la mission US AID pour la Grèce et la Turquie, avant de devenir directeur adjoint de la mission US AID en Inde (jusqu’en 1968).

### Enseignement et recherche
En 1969, Bill Felstiner a commencé sa carrière d’enseignant comme doyen et comme lecteur à l’université Yale. Dans ce cadre, il a contribué à la direction du programme Law and Modernization. En 1973, il rejoint UCLA (l’université de Californie à Los Angeles), comme Professeur assistant. En 1976, il décide de consacrer entièrement à la recherche, en travaillant d’abord au Social Science Research Institute de l’USC (université de Californie du Sud), puis au Civil Justice Institute de la Rand Corporation, et enfin à l’American Bar Foundation, dont il a été directeur exécutif. À l’USC, il a été coresponsable du Civil Litigation Research Project, un projet financé par le ministère de la Justice. Par la suite, il est revenu à l’enseignement et à l’université. Après avoir enseigné en sciences politiques à l’université Northwestern, il est devenu professeur de sociologie dans le cadre du Law and Society Program de l’université de Californie, Santa Barbara (1992-1999). Dans les années 2002-2003, il a été directeur de l’Institut international de sociologie du droit d’Oňati (Pays basque espagnol). De 1995 à 2005 il a également été Distinguished Professor of Law à l’université de Cardiff (Pays de Galles).

## Domaines de recherche
Dans ses premiers travaux, Bill Felstiner a travaillé sur les modes de résolution des conflits (médiation, procès, etc.) et il a recherché, en Europe de l’Ouest, les modèles existants à cet égard dans le domaine pénal comme en matière civile. Son intérêt pour les procédures et les alternatives au procès s’est prolongé lors de son passage au Civil Litigation Research Project (un projet commun à l’USC et à l’université du Wisconsin). Il y a réalisé une importante étude sur les procédures devant les cours fédérales et sur le fonctionnement des forums alternatifs en ce qui concerne les affaires civiles. Bill Felstiner a participé à tous les volets du CLRP. Avec Richard Abel et Austin Sarat, il a développé l’idée d’une pyramide des conflits et proposé la formule « naming, blaming, claiming », qui désigne les différentes étapes à travers lesquelles un conflit est perçu, puis fait l’objet d’une plainte et enfin celui d’une revendication. Au Civil Justice Institute, il a engagé des investigations à long terme sur les conflits liés à l’amiante. Après quoi, il a concentré ses efforts sur la profession d’avocat : il a publié un ouvrage sur les avocats et le divorce et en a dirigé un autre sur la culture juridique des transactions d’affaire. De 1994 à 2000, il a aussi présidé le Groupe de travail sur les professions légales du Comité de recherche de sociologie du droit de l’Association internationale de sociologie, groupe qui a réalisé de nombreuses publications.

## Sociologie du droit sur le plan international
William Felstiner a été pionnier dans la création d’une communauté internationale des chercheurs et des universitaires dans le champ socio-juridique. Pendant le temps qu’il a passé à l’université Yale, il a travaillé au Program in Law and Modernization, pour former des universitaires du monde entier. Il a été le principal organisateur du premier grand congrès international du champ socio-légal, à Amsterdam en 1989, qui a réuni le Comité de recherche de sociologie du droit de l’AIS et la Law and Society Association, basée aux États-Unis. Il a siégé au comité directeur de ces deux associations et joué un rôle important de liaison entre la communauté nord-américaine et les chercheurs et universitaires du monde entier. Il a été l’un des organisateurs de Conglass, Consortium on Globalization, Law and the Social Sciences, un consortium informel de centres de recherche en sciences humaines sur le droit et la justice de différents pays, soutenu par la National Science Foundation. Plus récemment, il a s’est fait le promoteur de l’initiative visant à créer une organisation globale dans le champ du droit et de la justice. Cet effort se poursuit maintenant avec la contribution de l’Institut international de sociologie juridique d’Oñati, la Law and Society Association, le Comité de recherche de sociologie du droit et d’autres organisations.

## Aide humanitaire
Près de quarante ans après avoir travaillé pour US AID, Bill Felstiner est revenu à sa vocation initiale. À la suite de la catastrophe de Katrina, en 2005, il a dirigé, en tant que volontaire, l’un des plus grands refuges pour les sans-abri à la Nouvelle-Orléans. En 2007, il a fondé, avec des collèges de Santa Barbara, la Chad Relief Foundation (CRF), et il en est devenu le premier directeur. Cette ONG a pour objectif de procurer une assistance aux réfugiés de la République centrafricaine au Sud du Tchad, ainsi qu’aux populations locales voisines des camps de réfugiés.

## Publications
- Deep Time. Ninety Years of Mischief, Santa Barbara: El Bosque, 2022.
- What Lawyers Do. Narratives from the Yale Law School Class of 1958, Santa Barbara: El Bosque 2018 (ed.).
- Reorganization and Resistance: Legal Professions Confront a Changing World, Oxford: Hart Publishing, 2005 (ed.).
- Federalismo/Federalism, Madrid: Dykinson 2004 (ed. avec Manuel Calvo Garcia).
- Rules and Networks: The Legal Culture of Global Business Transactions, Oxford: Hart Publishing, 2001 (ed. avec V.Gessner et R.P. Appelbaum).
- Firm Handling: The Litigation Strategies of Defence Lawyers in Personal Injury Cases, 20 Journal of Legal Studies 1, 2000 (co-auteur avec Robert Dingwall et al.).
- Justice and Power in the Legal Profession in B.G. Garth & A. Sarat (ed), Justice and Power in Sociolegal Studies, Evanston: Northwestem University Press, 1998.
- Professional Inattention: Origins and Consequences in K. Hawkins (ed.), The Human Face of Law, Oxford: Oxford University Press, 1997.
- Divorce Lawyers and Their Clients: Power and Meaning in the Legal Process, New York: Oxford University Press, 1995 (avec Austin Sarat).
- Bad Arithmetic: Disaster Litigation as Less than the Sum of Its Parts in Sheila Jasanoff(ed.), Learning from Disaster, Philadelphia: University of Pennsylvania Press, 1994 (co-auteur avec Tom Durkin).
- Asbestos Litigation in the United Kingdom: An Interim Report, Oxford: Centre for Socio-legal Studies ; Chicago: American Bar Foundation, 1988 (co-auteur avec R. Dingwall).
- Asbestos in the Courts. The Challenge of Mass Toxic Torts, co-auteur avec Deborah Hensler u.a., Rand Corporation, 1985
- The Logic of Mediation in D. Black (ed.), Toward a General Theory of Social Control, Orlando, San Diego, San Francisco: Academic Press, 1984.
- Costs of Asbestos Litigation, avec James S. Kakalik u.a., Rand Institute for Civil Justice 1983
- The Economic Costs of Ordinary Litigation, 31 UCLA Law Review 72, 1983 (co-auteur avec David M. Trubek et al.)
- The Emergence and Transformation of Disputes: Naming, Blaming, Claiming, co-auteur avec Richard Abel et Austin Sarat, 15 Law and Society Review 401 (1981) (réédité dans John J. Bonsignore et al. (eds.), Before the Law: An Introduction to the Legal Process, Boston: Houghton¬Mifflin, 4e éd., 1989.
- Community Mediation in Dorchester. Massachusetts, Washington, D.C.: Government Printing Office, 1980, écrit avec Lynn A. Williams ; réédité dans R. Tomasic et M. Feeley, Neighborhood Justice, New York: Longman, 1982 et dans S. Goldberg, E. Green et F. Sander, Dispute Resolution, New York: Little Brown, 1985.
- European Alternatives to Criminal Trials and their Applicability in the United States, Washington: National Institute of Law Enforcement and Criminal Justice, 1978 (co-auteur avec Ann Barthelmes Drew).
- Influences of Social Organization on Dispute Processing, 9 Law and Society Review 63, 1974 ; réédité dans L. Friedman & S. Macaulay, Law and the Behavioral Sciences (2e ed., New York: Bobbs Merrill, 1977 ; dans R. Cover & O. Fiss, The Structure of Procedure, Mineola, N.Y.: The Foundation Press, 1979 ; dans R. Tomasic & M. Feeley, Neighborhood Justice, New York: Longman, 1982 et dans R. Cover, O. Fiss & J. Resnick, Procedure, Mineola, N.Y.: The Foundation Press, 1988.